# Gábor Benedek
Gábor Benedek, född 23 mars 1927 i Tiszaföldvár, är en ungersk före detta femkampare.
Benedek blev olympisk guldmedaljör i modern femkamp vid sommarspelen 1952 i Helsingfors.